# Cernece, Krînîcikî
Cernece (în ucraineană Чернече) este un sat în așezarea urbană Krînîcikî din raionul Krînîcikî, regiunea Dnipropetrovsk, Ucraina.

## Demografie
Componența lingvistică a localității Cernece
     Ucraineană (93,09%)
     Rusă (5,43%)
     Belarusă (1,23%)
Conform recensământului din 2001, majoritatea populației localității Cernece era vorbitoare de ucraineană (93,09%), existând în minoritate și vorbitori de rusă (5,43%) și belarusă (1,23%).